# Джеймс Брітт Донован
Джеймс Брітт Донован (29 лютого 1916 — 19 січня 1970) — американський юрист і офіцер ВМС США в Управлінні наукових досліджень і розвитку та Управлінні стратегічних служб (OSS, попередник Центрального розвідувального управління), зрештою ставши генеральним радником OSS і міжнародним дипломатичним переговорником.
Донован широко відомий тим, що в 1960—1962 роках вів переговори про обмін полоненого американського пілота U-2 Френсіса Гарі Пауерса та американського студента Фредеріка Прайора на радянського шпигуна Рудольфа Абеля, а також у переговорах про звільнення та повернення 9703 ув'язнених, утримуваних Кубою після невдалої операції в 1962 році під назвою" Вторгнення в затоку свиней". Донована зіграв Том Хенкс у повнометражному фільмі «Шпигунський міст» 2015 р.